# Oreoblastus saposhnikovii
Oreoblastus es un género monotípico de fanerógamas de la familia Brassicaceae. Su única especie: Oreoblastus saposhnikovii es originaria de Asia Central. 

## Taxonomía
Oreoblastus saposhnikovii fue descrita por  (A.N.Vassiljeva) Czerep. y publicado en Sosudistye Rasteniia SSSR 140. 1981.
Sinonimia
- Ermania saposhnikovii A.N.Vassiljeva